# 吉見 (下関市)
吉見（よしみ）とは、山口県下関市の吉見・永田・吉母・蓋井島などを含めた一帯（下関市役所支所設置条例で示された下関市役所吉見支所の所管する区域）を指す地域名称。
本項では同地域にかつて所在した豊浦郡豊西上村（とよにしかみそん）、吉見村（よしみそん）についても述べる。

## 地域概要
- 下関中心市街地からは北西に約15km、旧下関市の北西端にある地域である。
- 登録人口は6,606人。（2009年2月28日現在、下関市役所ホームページによる）
- 地区面積は26.44km2。（2007年10月1日現在、下関市役所ホームページによる）
- 北は豊浦地区、東は内日地区、南は安岡地区と隣接する。（西は響灘）
- 吉見駅を中心とする国道191号沿いに商店や住宅および漁港があり、地区北西の吉母（よしも）に漁村がある。周辺に農地や山野が広がる。
- 域内には、JR山陰本線、国道191号が南北を結ぶ幹線ルートであり、迂回路として県道244号（内陸側）や県道245号（海側）がある。JR山陰本線の駅としては地区中央に吉見駅と北端に梅ケ峠駅がある。

## 地域のあゆみ
- 鎌倉時代末・南北朝時代ころより、吉見・永田・吉母などの地名が史料に現れる。地区内には長門一宮（住吉神社）の社領が点在した。
- 町村制施行により豊浦郡・豊西上村（のち吉見村に改称）となったが、1939年（昭和14年）に小月町などとともに（旧）下関市へ編入合併した。また、1954年（昭和29年）に吉母と蓋井島を編入した。

### 自治体としての沿革
- 1889年（明治22年）4月1日 - 町村制の施行により、吉見上村、吉見下村、永田郷村が合併して豊浦郡豊西上村が発足。
- 1922年（大正11年）10月1日 - 豊西上村が改称して吉見村となる。
- 1939年（昭和14年）5月17日 - 吉見村が下関市に編入。同日吉見村廃止。

## 主な施設・名所
- 毘沙ノ鼻（本州最西端の地）
- 吉母（よしも）海水浴場
- 下関フィッシングパーク

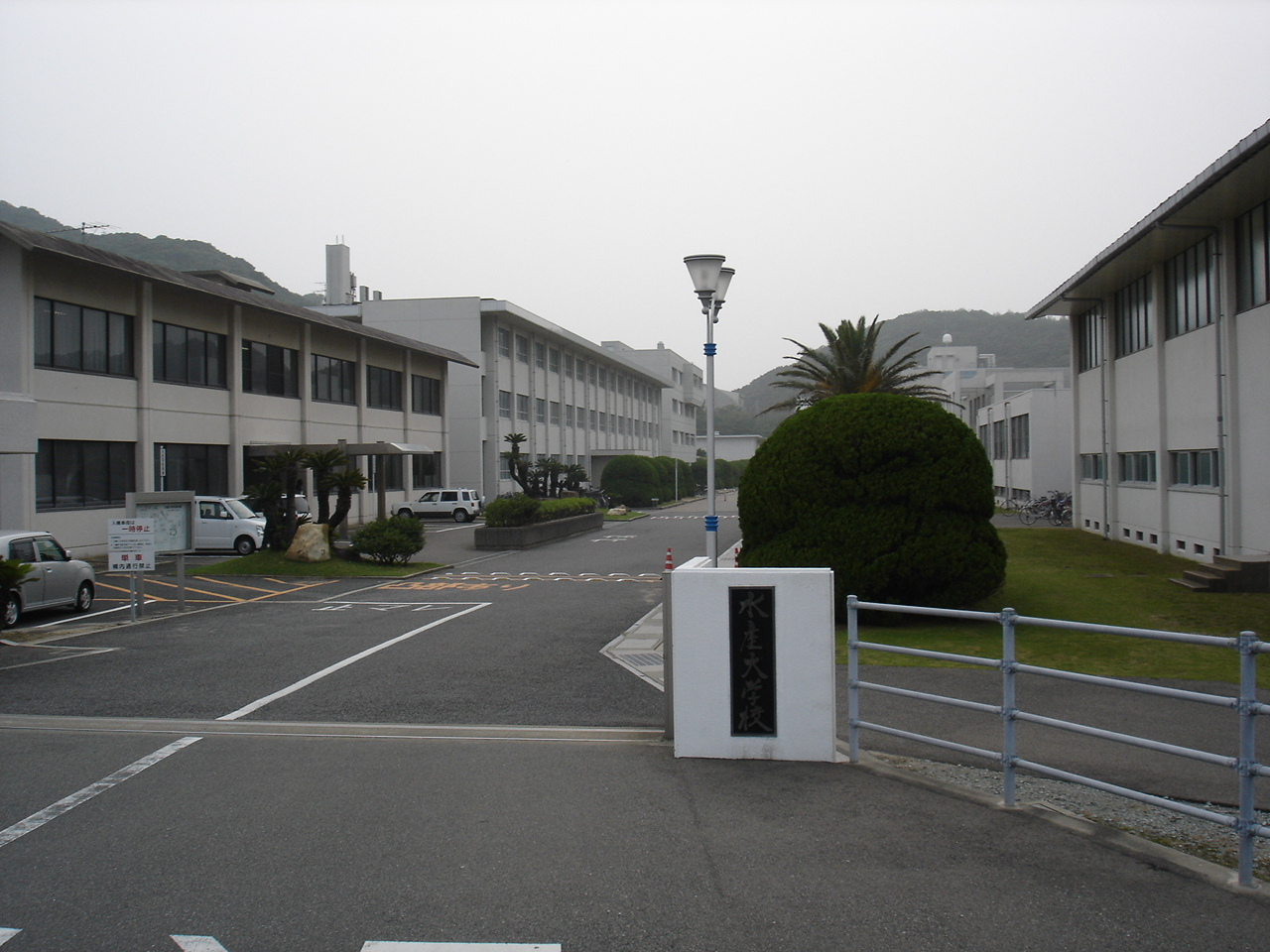
水産大学校・正門

- 七曲り海岸 国道191号線沿線の吉見・古宿（こずく）と福江・大塚の間の海岸で夕日が美しい。
- 吉見温泉センター 肌がスベスベとする美人の湯である。
- 吉見漁港 - 蓋井島行きの定期航路がある（1日に2あるいは3往復）
- 水産大学校（農林水産省所管の大学校）
- 海上自衛隊下関基地
- 竜王山 (613m)
  - 竜王神社

名物
- てんぷら（魚肉練り製品） - 国道191号沿い吉見駅前に数店舗ある。